# Chris Núñez
Chris Adam Núñez (11 de abril de 1973) es un artista del tatuaje estadounidense. Es el dueño de Handcrafted Tattoo and Art Gallery, una tienda de tatuajes ubicada en Miami, Florida, y el actual juez en el reality show de Spike Ink Master, en el que los artistas del tatuaje compiten en desafíos en los cuales se evalúan sus tatuajes y habilidades artísticas relacionadas con su trato a los clientes. Anteriormente, Núñez fue uno de los artistas del tatuaje destacados en el programa de televisión de TLC Miami Ink.

## Vida personal
De origen cubano, Núñez creció en Miami, Florida. Núñez siempre se había sentido atraído por el arte, y comenzó a pintar grafitis cuando era adolescente, lo que afirma que su padre apoyó siempre que fuera una imagen y no solo el nombre de Nuñez. Pronto, descubrió el tatuaje, de inmediato se enamoró de él y obtuvo un aprendizaje en una tienda local de tatuajes. Nuñez afirma que está muy agradecido por la experiencia de un aprendizaje cuando era más joven, mientras trabajaba en trabajos de fondo como limpieza, recados, reparación de máquinas, hasta aprender a tatuar y los fundamentos del tatuaje. Su padre murió cuando Núñez tenía 18 años, lo que lo llevó a rebelarse durante su adolescencia y sus primeros años veinte. Los primeros tatuajes de Núñez, que recibió a los 16 años, eran nombres de sus padres. Él es el padre soltero de su hija, Kali, (que vive con Nuñez y su familia) y su hijo, Anthony (que vive en California con su madre). Nuñez nunca ha estado casado y actualmente es soltero. El padre de Chris murió cuando él era joven, su madre es francesa, y el nombre de sus dos padres se convirtió en su "primer tatuaje", a los 41 años Núñez ha vivido en Brasil, Ecuador, Alemania, y Francia, es capaz de hablar con fluidez español, francés y portugués. Núñez asistió a Chaminade Madonna Prep en Hollywood, Florida.

## Carrera
Después de ser un artista del grafiti, Nuñez cambió al tatuaje, aunque incluso después de abrir una tienda de tatuajes con amigos continuó haciendo trabajos de construcción a tiempo parcial. Era el propietario de Handcrafted Tattoo And Art Gallery en Fort Lauderdale, Florida . Él y Ami James más tarde abrieron Love Hate Tattoos en Miami Beach.
Fue miembro del elenco del reality show de la red TLC Miami Ink, y más tarde se convirtió en juez del concurso de realidad de la red Spike, Ink Master, en el que los artistas del tatuaje compiten en desafíos para evaluar sus tatuajes y habilidades artísticas relacionadas.
Es socio de la corporación de medios Ridgeline Empire, que opera las filiales Ink Skins y Upset Gentlemen y un estudio de animación con dos series animadas en desarrollo a partir de 2014: Hoodbrats y Toothians.

## Controversia de acoso sexual
En 2014, Nicoletta Robinson, ex PA del programa de televisión 'Ink Master' (en la que Nuñez es juez), presentó una demanda por acoso sexual contra Chris Nuñez y su compañero anfitrión de 'Ink Master' Oliver Peck. Robinson afirma que trabajó para el programa durante 11 días en 2013 como corredora de recados, que es cuando supuestamente sufrió el acoso. En su demanda, Robinson afirmó que Peck declaró: "Ahora Nickie puede irse a casa y chupar algunos p***s". Ella declaró que Peck le hizo cosquillas, la apretó y la pellizcó contra su voluntad. Robinson también afirmó que Peck le ajustó el cinturón de seguridad contra los senos mientras conducía. Robinson afirmó que Nuñez declaró: "¿Estás menstruando? ¿Necesitas un abrazo?" Ella también continúa diciendo que Nuñez una vez le preguntó si estaba "aturdida" porque estaba enferma, y que una vez explícitamente describió cómo el perro se comió la ropa interior sucia de su compañero. Robinson afirmó que tanto Peck como Nuñez solían hacer comentarios ofensivos en su presencia, incluyendo comentarios despectivos sobre otras mujeres y una vez que llamaban a otro juez "maricón". Supuestamente Robinson se quejó a los supervisores, quienes, según ella, reemplazaron a Robinson, pero dijeron que su empleo continuaría en la producción, y luego nunca la devolvieron. Ella demandó por acoso sexual y represalias ilegales.